# Altitude (Colombo)
Pour les articles homonymes, voir Altitude (homonymie).
Altitude est un gratte-ciel résidentiel en projet à Colombo au Sri Lanka. Il devrait s'élever à 383 mètres. 